# Jake Jones
Jacob Jones, detto Jake (9 maggio 1949), è un ex cestista statunitense, professionista nella NBA.

## Carriera
Venne selezionato dai Philadelphia 76ers al sesto giro del Draft NBA 1971 (97ª scelta assoluta).
Con gli Stati Uniti disputò le Universiadi di Torino 1970.